# Cinamato de etilo
Cinamato de etilo es el éster del ácido cinámico y etanol. Está presente en el aceite esencial de canela.  El cinamato de etilo puro tiene un "olor afrutado y balsámico, con reminiscencias de canela con una nota de ámbar".
El p metoxi derivado se divulga para ser un inhibidor de la monoamino oxidasa.

## Lista de plantas que lo contienen
- Kaempferia galanga[4][5]